# Lluís de Morenés i García-Alesson
Lluís de Morenés i García-Alesson (Tarragona, 1872 - Madrid, 4 de juny de 1931) fou un aristòcrata i polític català, diputat a les Corts Espanyoles durant la restauració borbònica.

## Biografia
Era el novè fill de Carles de Morenés i de Tord, baró de les Quatre Torres i de María Fernanda Garcia-Alesson y Pardo de Rivadeneyra, 6a comtessa d'El Asalto. Es va casar amb Mercedes Arteaga y Echagüe, filla dels ducs de l'Infantado, marquesa d'Argüero i de Campoó i comtessa de Bañares. Van tenir tres fills. Ell mateix va rebre el 25 de maig de 1915 el marquesat de Bassecourt.
Políticament milità en el Partit Conservador i en 1915 va substituir en el seu escó José Orueta y Pérez de Nenín, elegit diputat per Tolosa a les eleccions generals espanyoles de 1914. Després fou elegit diputat pel districte de Tarragona a les eleccions generals espanyoles de 1920.
Entre altres reconeixements, fou gentilhome Gran d'Espanya amb exercici i servitud, mestrant de Saragossa, cavaller del Reial Cos de la Noblesa de Catalunya i comanador de la Legió d'Honor.